# 羅贊 (成化進士)
羅贊（1435年—？），字世卿，河南開封府扶溝縣人，民籍。明朝政治人物。進士出身。

## 生平
成化八年，登進士，官至山西道監察御史。

## 家族
曾祖父羅鼎昌，曾任司獄。祖父羅錦。父亲羅俊，曾任府通判。